# Toscanismo
Per toscanismo s'intende una parola o un'espressione tipica del toscano. È frequente trovarne nella letteratura italiana arcaica fino ai primi del Novecento. Accade anche abbastanza spesso che venga usato per conferire al discorso un'impronta aulica a volte con effetti risibili. Furono molto usati anche da Alessandro Manzoni che andò a sciacquare i panni in Arno.
Solitamente i serbatoi letterali a cui attingere parole che esulano dai normali canoni sono: aulicismi, latinismi, tecnicismi, toscanismi, neologismi, forestierismi ma anche altri dialetti italiani. Carlo Emilio Gadda ne faceva un grande uso nelle sue opere.
Esempi di toscanismi:
- codesto; aggettivo o pronome dimostrativo, oggetto vicino a chi ascolta[2]
- costì; luogo vicino a chi ascolta[3]
- chiorba; testa
- dianzi; poco fa[4][5]
- sito; puzzo[6]

- principiare; iniziare
- seggiola; sedia[7]
- spengere; spegnere[8]
- punto; niente[9]
- conigliolo; coniglio[10]
- sdrucciolare o sdrucciolo; scivolare o scivolo[11]
- il tocco; l'una (riferito alle ore)[12][13][14]